# Ataques de 8 de janeiro em Brasília
Os ataques de 8 de janeiro de 2023 ou atos golpistas de 8 de janeiro de 2023, também chamados de Intentona Bolsonarista ou simplesmente de 8 de Janeiro, foram uma série de vandalismos, invasões e depredações do patrimônio público em Brasília cometidos por uma multidão de bolsonaristas extremistas que invadiu edifícios do governo federal com o objetivo de instigar um golpe militar contra o governo eleito de Luiz Inácio Lula da Silva para restabelecer Jair Bolsonaro como presidente do Brasil.
Por volta das 13 horas, no horário de Brasília, cerca de 4 mil bolsonaristas radicais saíram do Quartel-General do Exército e marcharam em direção à Praça dos Três Poderes, entrando em conflito com a Polícia Militar do Distrito Federal (PMDF) na Esplanada dos Ministérios. Antes das 15 horas, a multidão rompeu a barreira de segurança estabelecida por forças da ordem e ocupou a rampa e a laje de cobertura do Palácio do Congresso Nacional, enquanto parte do grupo conseguiu invadir e vandalizar o Congresso, o Palácio do Planalto e o Palácio do Supremo Tribunal Federal. Lula e Bolsonaro não estavam em Brasília no momento das invasões. O Supremo Tribunal Federal (STF) considerou que os acontecimentos foram atos de terrorismo.
Cerca de 400 pessoas foram detidas no dia das invasões e outras 1,2 mil foram detidas no acampamento de manifestantes em frente ao QG do Exército no dia seguinte às depredações. Até março de 2023, 2 182 pessoas haviam sido presas por participarem ou terem envolvimento nos ataques. Logo após os eventos, o governador Ibaneis Rocha exonerou o secretário de segurança pública do Distrito Federal e ex-ministro da Justiça do governo Bolsonaro, Anderson Torres, que estava em Orlando, nos Estados Unidos, no dia das invasões. Após os ataques, o presidente Lula assinou um decreto autorizando uma intervenção federal no Distrito Federal, que durou até o dia 31 de janeiro. Posteriormente, o ministro do STF, Alexandre de Moraes, determinou o afastamento de Ibaneis pelo prazo inicial de 90 dias, decisão revogada em 15 de março.
Representantes do governo criticaram o ocorrido e declararam que os responsáveis pelos atos violentos, bem como seus financiadores e instigadores, seriam identificados e punidos. Líderes de diversos partidos brasileiros e governantes de vários países também repudiaram a invasão e consideraram-na um grave atentado contra a democracia. Muitos analistas compararam o evento com a invasão do Capitólio dos Estados Unidos em 2021 por apoiadores de Donald Trump, que se recusava a aceitar a sua derrota nas eleições. Outra comparação faz alusão à Intentona Integralista de 1938 pela semelhança das tentativas de golpe de Estado fracassadas por um grupo de extrema-direita da época. Diversos movimentos sociais convocaram a realização de atos de repúdio à invasão e em defesa da democracia, atos que se realizaram no dia 9 de janeiro em São Paulo, Rio de Janeiro, Porto Alegre, Recife, Curitiba, Belo Horizonte e outras cidades, reunindo milhares de pessoas.

## Antecedentes

### Alegações falsas de Jair Bolsonaro sobre o sistema eleitoral

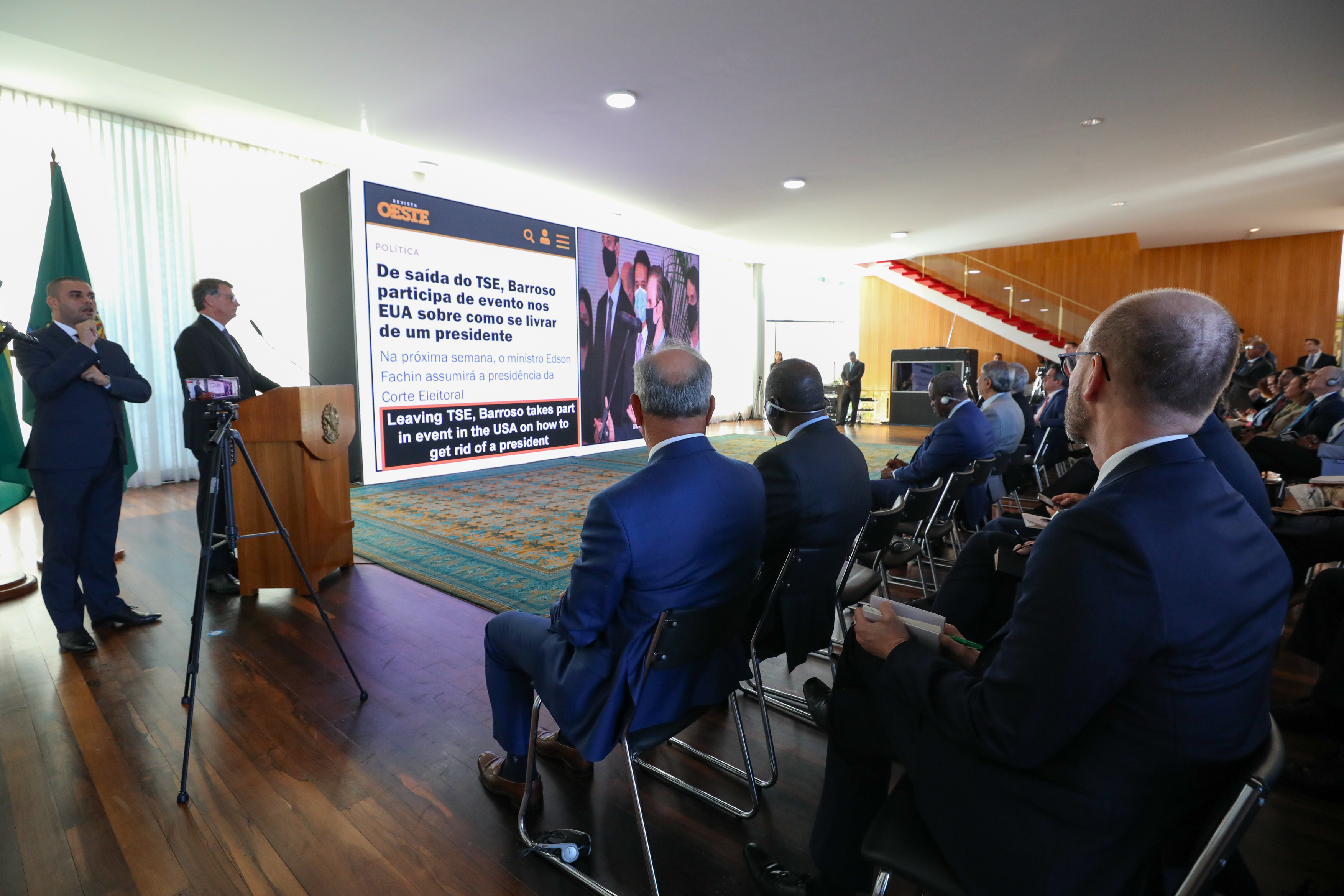
Jair Bolsonaro durante reunião com diplomatas estrangeiros em 2022, onde disseminou notícias falsas sobre o processo eleitoral.

Jair Bolsonaro alegava que as urnas eletrônicas utilizadas no Brasil eram propensas a fraudes desde pelo menos 2015, quando era deputado federal, sendo autor de uma emenda constitucional que previa o voto impresso no país. Ao divulgar a emenda, Bolsonaro disse que somente com o voto impresso se poderia "retirar, democraticamente, o PT do país em 2018". Posteriormente, essa emenda foi derrubada pelo Supremo Tribunal Federal e não chegou a ser implementada nas eleições de 2018, segundo o entendimento de que isso poderia gerar um risco de quebra de sigilo e da liberdade de escolha, pela possibilidade de mesários precisarem intervir em caso de falha da impressão.
Como presidente, repetidamente disseminou notícias falsas sobre a confiabilidade das urnas, as eleições de 2018 e fez ataques ao Tribunal Superior Eleitoral e ao STF. Bolsonaro alegou que houve um desvio de votos na eleição de 2018 e que teria sido eleito no primeiro turno. Além de dizer que não teriam eleições limpas sem o voto impresso, ele também afirmou que haveria uma articulação de ministros do Supremo e do TSE para fraudar o resultado das eleições. Durante a eleição presidencial de 2022, na qual Bolsonaro tentou se reeleger, vários políticos, organizações e membros da sociedade civil mostraram-se preocupados com a possibilidade de um autogolpe ou de uma ação semelhante à invasão ao Capitólio dos Estados Unidos, que ocorreu em 2021.

### Manifestações após as eleições de 2022
Logo após a vitória de Luiz Inácio Lula da Silva, uma série de protestos contra o resultado da eleição começou. Constituindo-se inicialmente por bloqueios em rodovias, foram registrados 321 bloqueios em estradas federais de 25 estados e no Distrito Federal em 31 de outubro. Alguns militares da reserva apoiaram uma greve dos caminhoneiros antes do segundo turno. Segundo uma reportagem da Agência Pública, Aos Fatos e Núcleo Jornalismo, convocações para manifestações foram feitas desde 14 de outubro de 2022.
Os protestos nas rodovias perderam força em 3 de novembro, mas passaram a ser feitos em frente de quartéis das Forças Armadas de vários estados do país. Em Brasília, apoiadores de Bolsonaro montaram um acampamento em frente ao Quartel-General do Exército para instigar o exército a realizar um golpe de estado; o acampamento possuía infraestrutura, como um palco, barracas e tendas alugadas, banheiros químicos, geradores elétricos, alimentos e água.
Ataques à sede da Polícia Federal ocorreram após a diplomação de Lula e Geraldo Alckmin, em 12 de dezembro, realizados por bolsonaristas após a prisão do cacique José Acácio Tserere Xavante, detido sob a acusação de ser um dos mandantes da invasão na área de embarque do Aeroporto Internacional de Brasília, realizada dez dias antes. Veículos foram incendiados e destruídos no entorno da área nobre da capital federal, assim como também houve confrontos entre a Polícia Militar e os vândalos.
Em 24 de dezembro, a Polícia Militar do Distrito Federal desativou um explosivo colocado em um caminhão de querosene, nas proximidades do Aeroporto Internacional de Brasília. A Polícia Civil do Distrito Federal apurou que se tratava de uma emulsão explosiva, espécie de bomba utilizada em garimpo. O explosivo foi colocado pelo gerente de postos de combustíveis George Washington de Oliveira Sousa. Sousa admitiu em interrogatório que seu ato teve motivação ideológica, visto que não aceitou o resultado das eleições realizadas em outubro, e sob sua posse foi encontrado um arsenal com material explosivo.

### Planejamento
Mensagens sobre o planejamento da invasão já circulavam na primeira semana de 2023, com áudios da articulação em grupos de Telegram e WhatsApp obtidos pela imprensa. O material expunha a intenção da organização dos atos em provocar ações violentas por parte da multidão, driblando a atuação policial. Algumas mensagens vazadas convocavam colecionadores de armas e desestimulavam a participação de crianças e idosos. O termo "festa da Selma" foi utilizado para referir aos planos para os ataques em redes sociais como o Twitter. O termo faz alusão a "selva", expressão utilizada pelos militares como saudação. Houve também planos para atacar refinarias de petróleo com o objetivo de parar a distribuição de combustível no país, além de torres de energia.
O transporte dos participantes foi realizado, em sua maioria, por meio de ônibus fretados, principalmente nas regiões Sul e Sudeste. Alguns desses levaram os bolsonaristas à Brasília de graça ou por um valor abaixo do mercado. Segundo um relatório da Agência Brasileira de Inteligência (ABIN), 83 pessoas e 13 empresas estiveram envolvidas na contratação de 103 ônibus.
Em 2 de janeiro de 2023, o ex-ministro de Bolsonaro Anderson Torres foi nomeado como Secretário de Segurança Pública no Distrito Federal por Ibaneis Rocha. Torres deixou o Brasil na noite de 6 de janeiro para ir à Orlando, chegando na manhã do dia seguinte, onde Jair Bolsonaro estava desde 30 de dezembro.
Vários dos bolsonaristas acampados na frente do Quartel-General do Exército e um dos participantes da invasão, Romário Garcia Rodrigues, vulgo Gay Nordestino Bolsonariano, foram ao Gabinete de Segurança Institucional (GSI) em 2022, comandado pelo então ministro Augusto Heleno. Também, vários membros do GSI participaram dos acampamentos.

### Alertas sobre a possibilidade de ataques
Nos dias anteriores às invasões, o governo foi avisado sobre a possibilidade de ataques a prédios públicos. A ABIN enviou alertas por WhatsApp a órgãos incluindo o Gabinete de Segurança Institucional (GSI) e o Ministério da Justiça informando sobre a organização de caravanas para Brasília, com um aumento no número de fretamentos de ônibus, totalizando 105 veículos transportando cerca de 3 900 passageiros, a chegada dos manifestantes no Quartel-General do Exército e o deslocamento até a Esplanada dos Ministérios. Contudo, o então ministro do Gabinete de Segurança Institucional, Gonçalves Dias, disse que não foi informado pela ABIN sobre os ataques que ocorreriam em Brasília em depoimento à Polícia Federal em 21 de abril.
De acordo com o jornal O Globo, em 7 de janeiro, o diretor-geral da Polícia Federal, Andrei Passos, informou o Ministro da Justiça, Flávio Dino, sobre uma movimentação em todo o país para a organização de caravanas de ônibus para Brasília, com o objetivo de "impedir a instalação do comunismo no Brasil" e tomar o poder. Houve também informações sobre homens armados fazendo a segurança dos manifestantes e a possibilidade de ações hostis e danos contra prédios do Congresso Nacional, Ministérios, Palácio do Planalto, Supremo Tribunal Federal e possivelmente outros órgãos, como o Tribunal Superior Eleitoral. O ministro alertou o governador Ibaneis Rocha sobre os riscos detectados pela PF por meio de um ofício.

## Invasões e vandalismos

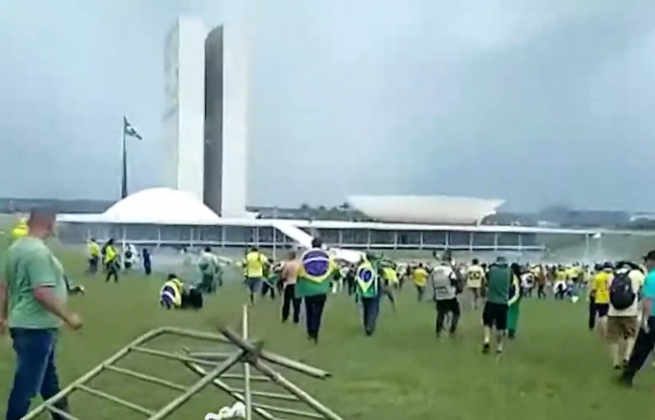
Momento em que os bolsonaristas quebram as barreiras rumo à Praça dos Três Poderes

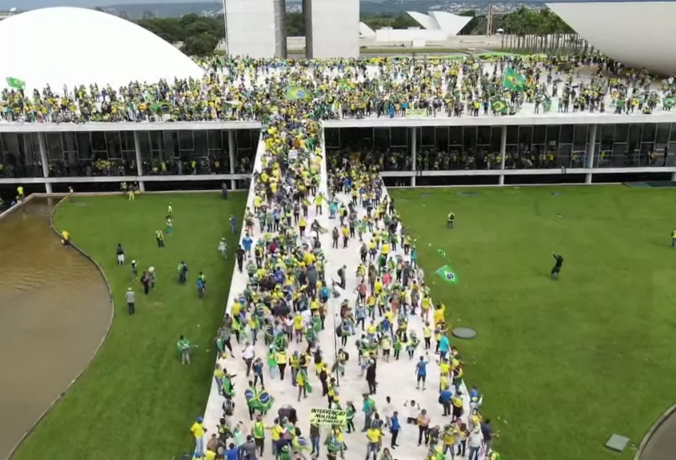
Bolsonaristas radicais invadem o Palácio do Congresso Nacional

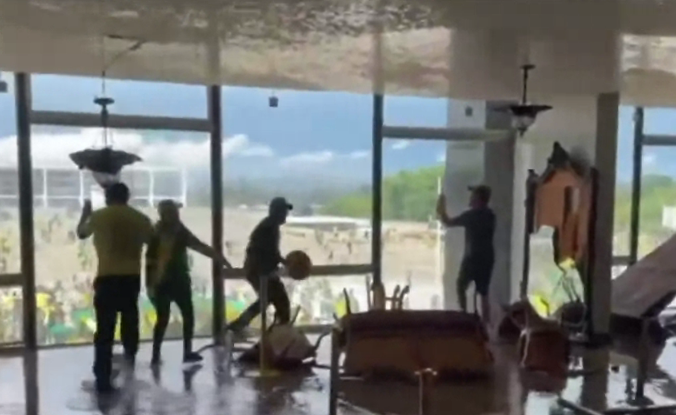
Extremistas destroem a mobília do Palácio do Planalto

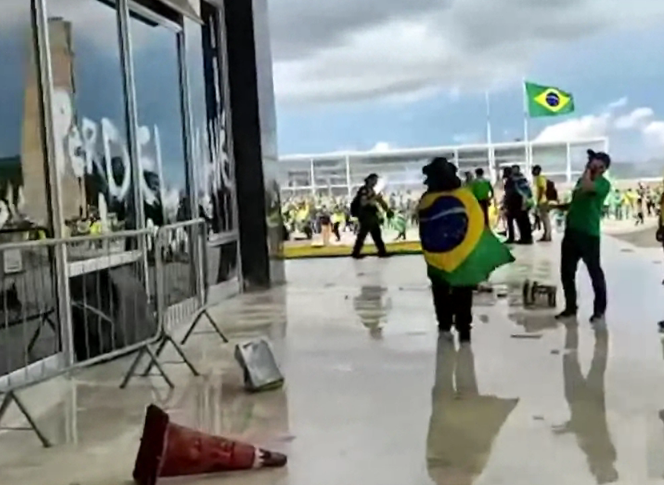
Bolsonaristas durante a invasão do Palácio do Supremo Tribunal Federal

Na manhã de sábado, 7 de janeiro, mais de cem ônibus vindos de todo o país, muitos deles oferecidos de graça por empresários, chegaram a Brasília trazendo golpistas pró-Bolsonaro. Os bolsonaristas recém-chegados se juntaram aos 200 extremistas acampados em frente ao Quartel-General do Exército, aumentando o seu número para mais de quatro mil pessoas.
No domingo à tarde, os golpistas saíram em marcha do Quartel-General, onde alguns estiveram acampados por semanas durante os protestos eleitorais de 2022, exigindo um golpe dos militares. Os invasores romperam as barreiras policiais e enfrentaram os policiais armados, que, em contingente insuficiente, dispararam gás lacrimogêneo contra eles. Outros policiais não agiram contra os vândalos, sendo lenientes com os invasores.
Eles invadiram a área de contenção, subiram a rampa do Congresso Nacional, chegando a penetrar no Congresso, no Palácio do Planalto, sede do Poder Executivo, e no Supremo Tribunal Federal (STF). A multidão protestava contra a eleição do presidente Lula e pedia uma intervenção militar, o fechamento do Congresso, a prisão de Lula e a retomada do poder por Bolsonaro. Alguns manifestantes também foram vistos com a bandeira do Império do Brasil. Muitos estavam orando e invocando Deus, outros choravam de emoção, enquanto alguns recolhiam pedras do chão para arremessar contra policiais.
Por volta das 16h, os manifestantes quebraram o vidro do Salão verde e entraram em conflito com cerca de 60 Policiais Legislativos na Câmara e no Senado, jogando bombas, bolas de aço e jatos de água. De acordo com a Polícia, os combatentes estavam preparados para escalar o Congresso Nacional e pareciam saber a localização de pontos-chave da estrutura, como os hidrantes.
Criou-se uma situação de caos e vandalismo generalizado. Vídeos mostraram manifestantes gritando "Quebra tudo!", "Tem que quebrar tudo!". Durante os confrontos, uma viatura da Força Nacional foi incendiada e jogada no espelho d'água do Congresso pelos extremistas. Muitas obras de arte e objetos de valor histórico, como pinturas, esculturas, cadeiras e mesas antigas foram danificadas, destruídas ou roubadas, incluindo itens famosos como o brasão da república e uma réplica do livro original da Constituição brasileira de 1988. Um quadro de Di Cavalcanti, por exemplo, avaliado em oito milhões de reais, foi rasgado a faca. Além disso, foram roubadas armas e munição do Gabinete de Segurança Institucional. Um dos criminosos foi filmado defecando no Palácio do Planalto. Já Maria de Fátima Mendonça Jacinto Souza, vulgo Fátima de Tubarão, defecou no gabinete do STF.
Soldados do Exército Brasileiro responderam. Dois helicópteros tentaram dispersar a multidão. O fotógrafo da Folha de S.Paulo Pedro Ladeira foi agredido e roubado por alguns dos extremistas, assim como um jornalista do Portal Metrópoles. Ao menos dez jornalistas foram espancados e roubados pelos criminosos. Em entrevista à CNN Brasil, o senador Randolfe Rodrigues afirmou terem encontrado cinco granadas abandonadas durante as invasões, sendo três deixadas no Supremo Tribunal Federal e duas no Congresso Nacional.
A Polícia Federal usou a Coordenação de Aviação Operacional para monitorar a invasão pelo céu, bombas de efeito moral foram usadas para dispersar a multidão, após o decreto de Intervenção Federal, agentes do Comando de Operações Táticas da PF usaram um blindado para retomar o prédio do Supremo Tribunal Federal. Imagens das câmeras de segurança da Suprem Corte
Durante os ataques, nem Lula da Silva nem Bolsonaro estavam em Brasília; Lula estava em Araraquara, cidade no interior de São Paulo, com o prefeito Edinho SIlva e os ministros Luiz Marinho, Jader Filho e Waldez Goés, vistoriando a cidade após fortes chuvas no município. Bolsonaro estava em Orlando, Flórida, nos Estados Unidos, onde estava desde os últimos dias de 2022, antes mesmo do término de seu mandato.
Horas depois da quebra de segurança, a Polícia Militar do Distrito Federal (PMDF) informou que havia começado a expulsar os criminosos dos prédios. Até as 19h, mais de 150 pessoas já haviam sido presas pelas forças de segurança, pelo menos 30 delas em flagrante delito no Senado Federal. O ministro da Justiça, Flávio Dino, anunciou posteriormente em entrevista coletiva que cerca de 200 pessoas foram presas em flagrante delito, e que novas prisões ainda estavam sendo feitas; segundo Dino, vários ônibus com destino a Brasília, assim como seus financiadores, já haviam sido investigados e identificados. O governador Ibaneis Rocha, em publicação em rede social, afirmou que mais de 400 pessoas já foram presas. Na manhã do dia 9 cerca de 1,2 mil pessoas que estavam acampadas na frente do QG do Exército foram detidas e levadas para a sede da Polícia Federal. À medida que os presos em flagrante eram interrogados pela polícia, foram sendo encontrados entre eles rojões, facas, canivetes, estilingues com bolas de gude, bombas, granadas, material para a confecção de coquetéis molotov e um maçarico.

### Participantes e financiadores

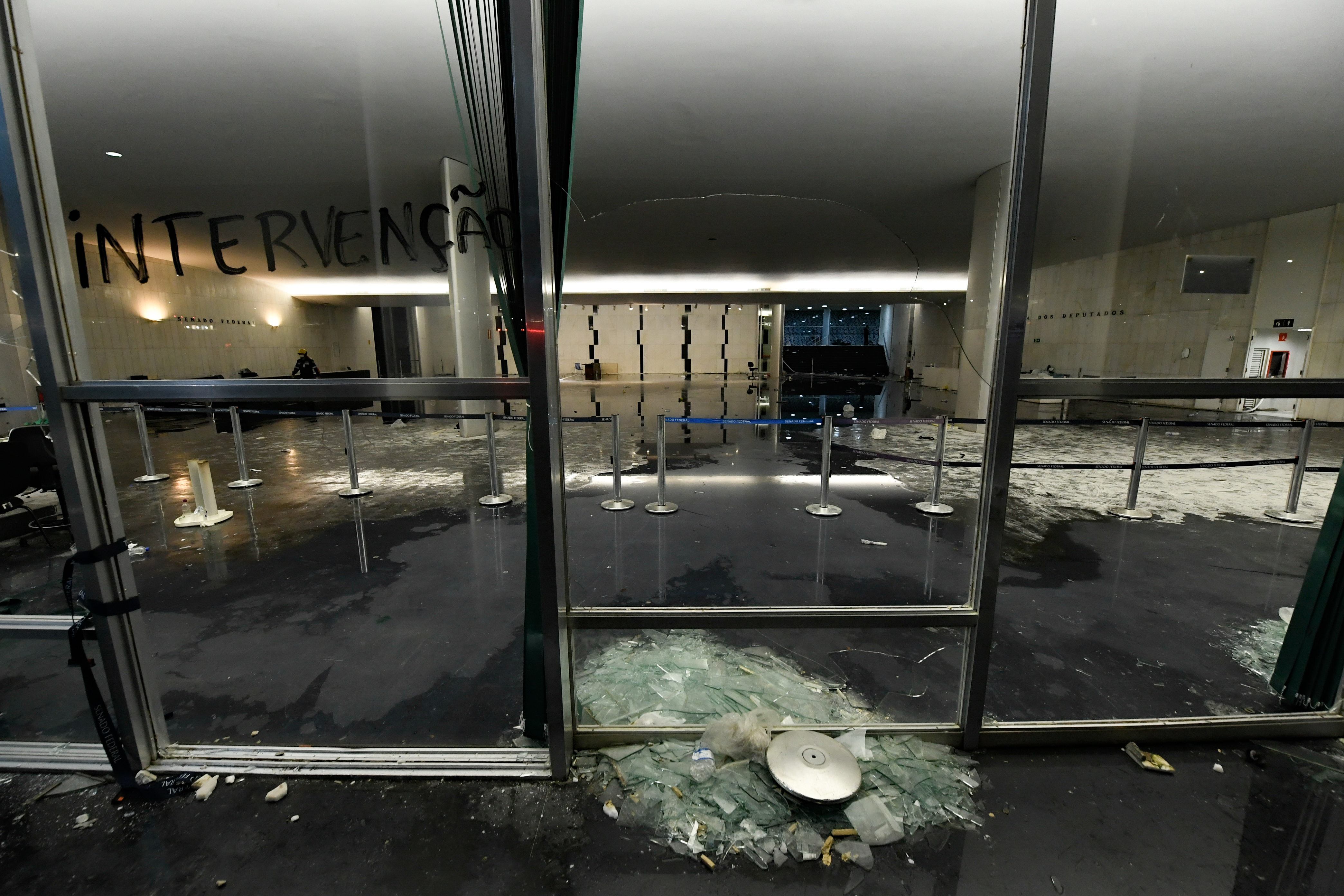
Entrada da Câmara dos Deputados do Brasil após os ataques

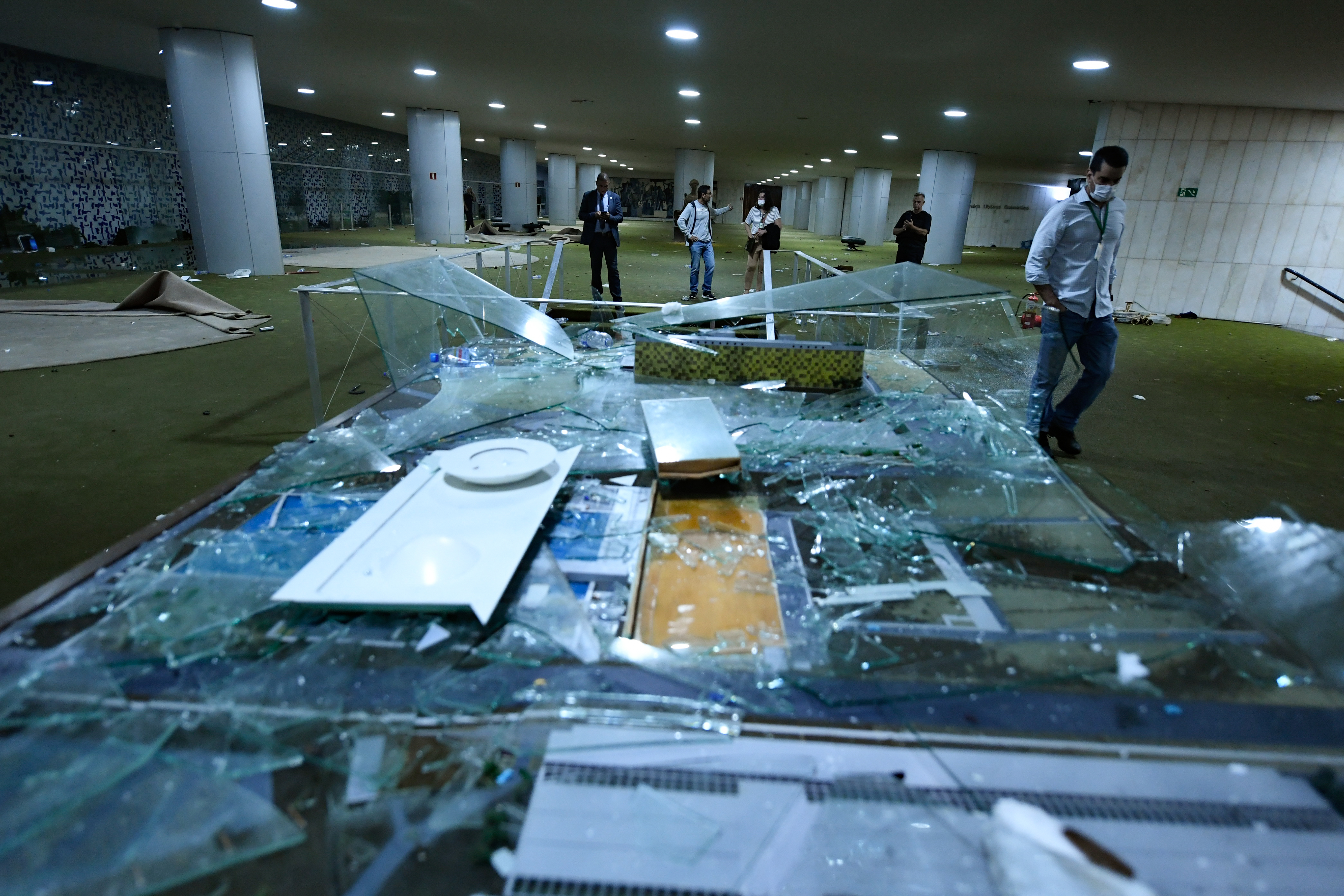
Mesa-vitrine do designer Sérgio Rodrigues destruída após os ataques

Entre os muitos participantes da movimentação já identificados estão servidores públicos, políticos, militares, religiosos, influenciadores digitais e outros. Entre eles, podem ser citados alguns mais ou menos conhecidos, como Adriano Castro, vulgo "Didi Red Pill", youtuber e ex-participante da primeira edição do programa Big Brother Brasil; Adriano Camargo Testoni, coronel da reserva; Aline Bastos, suplente da Câmara dos Deputados e presidente do PL em Montes Claros; Juliana Siqueira, influenciadora; Gilson da Autoescola, vereador de Betim; Leo Índio, candidato a deputado distrital pelo PL em 2022 e sobrinho do ex-presidente Jair Bolsonaro; Luis Gonzaga Militão, ex-secretário adjunto Antidrogas e Direitos Humanos de Divinópolis; Marcos Alexandre Mataveli de Morais, ex-vice-prefeito de Pancas; Pâmela Bório, ex-primeira dama da Paraíba; Ridauto Fernandes, general ex-aliado do general Eduardo Pazuello no Ministério da Saúde; Salomão Vieira, cantor evangélico e um dos articuladores da invasão, Sandra Gimenes Bosco, professora da Universidade Estadual Paulista (Unesp) e Vilmar José Fortuna, ex-assessor do Ministério da Defesa. De acordo com a ABIN, Eduardo Antunes Barcelos, Joelson Sebastião de Freitas e Maria Aparecida Nogueira, já presos pela PF, estavam armados durante os atos.
No dia seguinte ao episódio que resultou nas invasões, o governo brasileiro identificou em cerca de dez estados do país financiadores dos ataques promovidos por bolsonaristas radicais em Brasília. O ministro da Justiça Flávio Dino afirmou que até aquele momento não era possível "distinguir nitidamente" as responsabilidades quanto ao financiamento. "O que é possível afirmar cabalmente é que havia financiamento", declarou. As investigações pelo setor de inteligência do Ministério da Justiça e da Polícia Federal apontaram que Paraná, Mato Grosso do Sul e São Paulo estão entre os estados com mais financiadores dos ataques. São considerados financiadores pessoas que, entre outras ações, pagaram por transporte, alimentação ou outros itens utilizados pelos extremistas.
No dia 10 de janeiro, Ana Priscila Silva de Azevedo, apontada como uma das lideranças da invasão, foi presa em Luziânia.
No dia 12 de janeiro, a Advocacia-Geral da União (AGU) pediu que a Justiça Federal do Distrito Federal bloqueasse 6,5 milhões de reais em bens de 52 pessoas e sete empresas que financiaram o transporte dos envolvidos nas invasões na Esplanada dos Ministérios. A AGU afirma que este grupo teve "papel decisivo no desenrolar fático" dos ataques e, por isso, "deve responder pelos danos causados ao patrimônio público federal e derivados". O objetivo da AGU é usar a quantia bloqueada para ressarcir o Poder Público pelos danos causados aos prédios.
Em 20 de julho, a PF prendeu Diego Ventura, acusado de ser uma das lideranças na invasão. Ele já havia participado do acampamento na frente do Quartel-General do Exército e foi preso na tentativa de atentado a bomba ao Aeroporto Internacional de Brasília. Durante os ataques, Ventura invadiu o STF.
Em 20 de julho, a ABIN gerou 11 relatórios de inteligência para a CPMI do Golpe detalhando os eventos das invasões e outros atos, como a derrubada de torres de energia. De acordo com a agência, 83 pessoas e 13 organizações fretaram 103 ônibus para levar 3875 pessoas aos atos, em sua maioria do sul e do sudeste. Porém, a ABIN ressalta que podem ter sido usados laranjas para esconder os verdadeiros financiadores. Entre os financiadores estão Pedro Luis Kurunczi, empresário da área de engenharia de Londrina, Marcelo Panho, de Foz do Iguaçu, Roberto Katsuda e Enric Lauriano, ambos envolvidos com o garimpo ilegal nas terras indígenas Kayapó e Trincheira-Bacajá. Em 14 de dezembro, a PGR denunciou para o STF um morador de Londrina como financiador da invasão.
Já as empresas responsáveis pelo transporte de ônibus foram pagas em dinheiro vivo. De acordo com a ABIN, houve “grande pulverização dos contratantes de fretados”. Entre elas, estão Bernardes & Bernardes Transportes, que recebeu serviços eleitorais para a campanha do senador Marcos Rogério (PL-RO), Odilon Araújo Júnior Transportes, que prestou serviços para a campanha do governador Jorginho Mello (PL-SC), a Squad Viagens e o Sindicato Rural da cidade de Castro. Uma das caravanas mais radicais foi liderada por Maria de Fátima Mendonça Jacinto Souza, vulgo Fátima Tubarão. A cabeleireira Débora Rodrigues, mais conhecida por Débora do Batom, ganhou repercussão por pixar a frase política "perdeu, mané" na escultura "A Justiça" com um batom, origem de sua alcunha.
Posteriormente, o diretor geral da Polícia Federal afirmou que as investigações não teriam encontrado "megafinanciadores" por tras dos atos de vandalismo e que o financiamento existente era bem mais disperso.

### Danos ao patrimônio
Danos ao patrimônio resultantes das ataques de 8 de janeiro em Brasília foram verificados nas sedes do Supremo Tribunal Federal, do Congresso Nacional e do Palácio do Planalto, e foram generalizados. Uma série de espaços importantes dos três prédios invadidos foi extensamente depredada e saqueada, incluindo o Salão Nobre e o Plenário do STF, os salões Verde, Azul e Negro do Congresso, e o saguão, o Salão Nobre e o gabinete da Primeira Dama no Planalto. Muitas outras áreas, como corredores, salas e gabinetes, também foram vandalizadas, danificando grande quantidade de móveis, equipamentos e objetos diversos. Vários espaços foram completamente destruídos. De acordo com um funcionário, os invasores destruíram hidrantes, numa tentativa de impedir o combate aos focos de incêndio que existiam em diversos pontos da invasão.

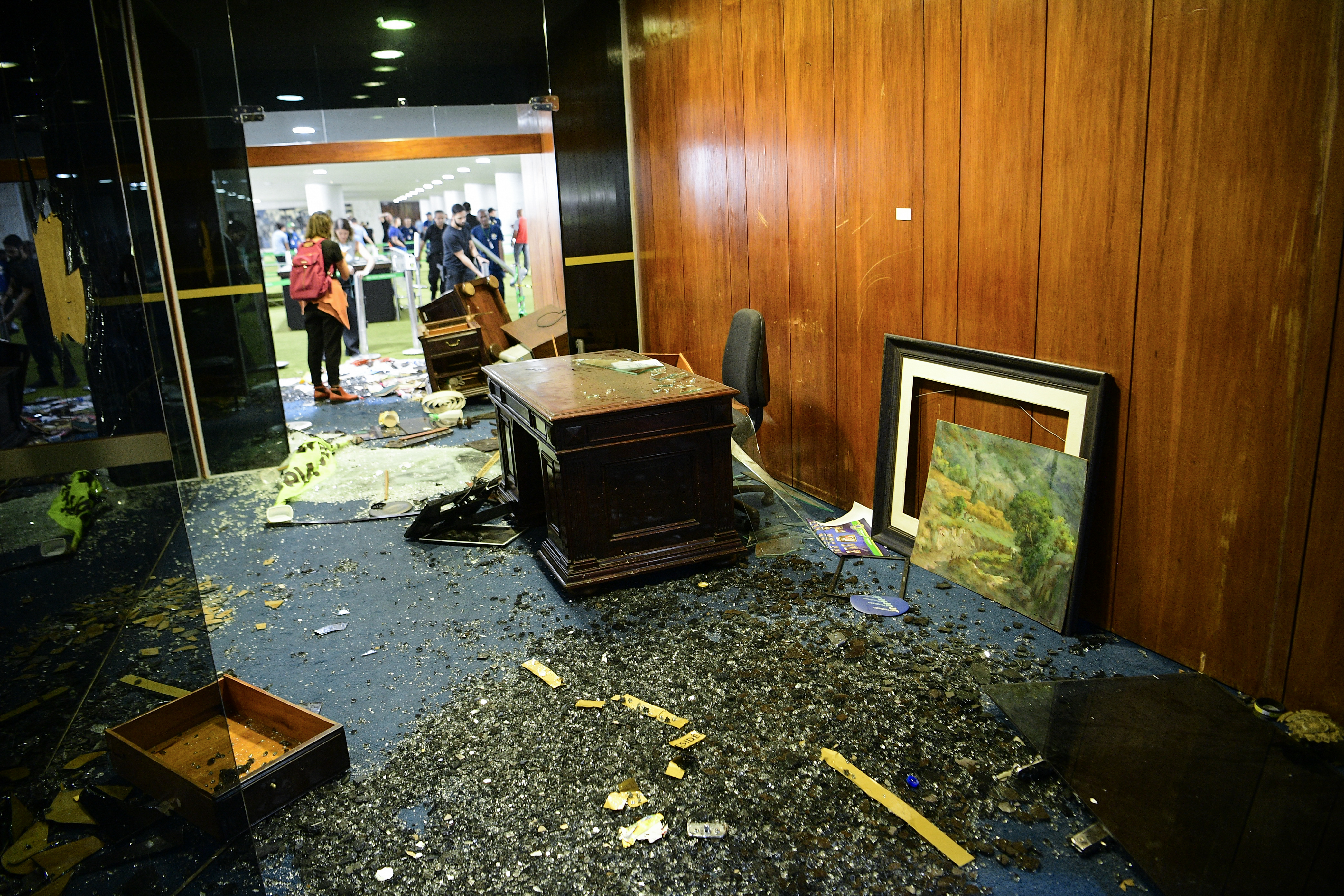
Quadro e mobília danificados no Congresso Nacional

O plano de restauro foi traçado pelo Serviço de Gestão de Acervo Museológico (Segam), com execução, por determinação da Ministra da Cultura Margareth Menezes, do Instituto do Patrimônio Histórico e Artístico Nacional (Iphan) e do Instituto Brasileiro de Museus (Ibram), e parceria da Organização das Nações Unidas para Educação, Ciência e Cultura (Unesco). No dia 11 de janeiro, a Bailarina, de Victor Brecheret, voltou a ser exibida na Câmara dos Deputados.

### Movimentações paralelas
Bloqueios e manifestações paralelas à invasão continuaram em diversos estados do país, revigorando-se perceptivelmente. Na noite dos ataques, pelo menos quatro estados registraram bloqueios em rodovias federais e estaduais, destacando-se o Mato Grosso, com cinco bloqueios ao longo da BR-163, nos municípios de Lucas do Rio Verde, Sorriso, Sinop e Novo Progresso. Em São Paulo, os bloqueios foram registrados na rodovia Anhanguera. No Paraná, ocorrem bloqueios na BR-277, na altura de Medianeira e São Miguel do Iguaçu. Em Santa Catarina existe bloqueio em trecho da BR-101.
Refinarias da Petrobrás tornaram-se alvo de novos ataques por parte dos golpistas. A Federação Única dos Petroleiros (FUP) publicou uma nota alertando sobre os planejamentos e invasão em andamento. Tais alvos já eram cogitados nas redes bolsonaristas dias antes, com o objetivo de desestabilizar o fornecimento de combustível no país. Na Refinaria Presidente Getúlio Vargas, os bolsonaristas despejaram terra e destroços nas vias de acesso, efetivamente bloqueando o local, movimentações análogas ocorrem em diversos outros estados do país.

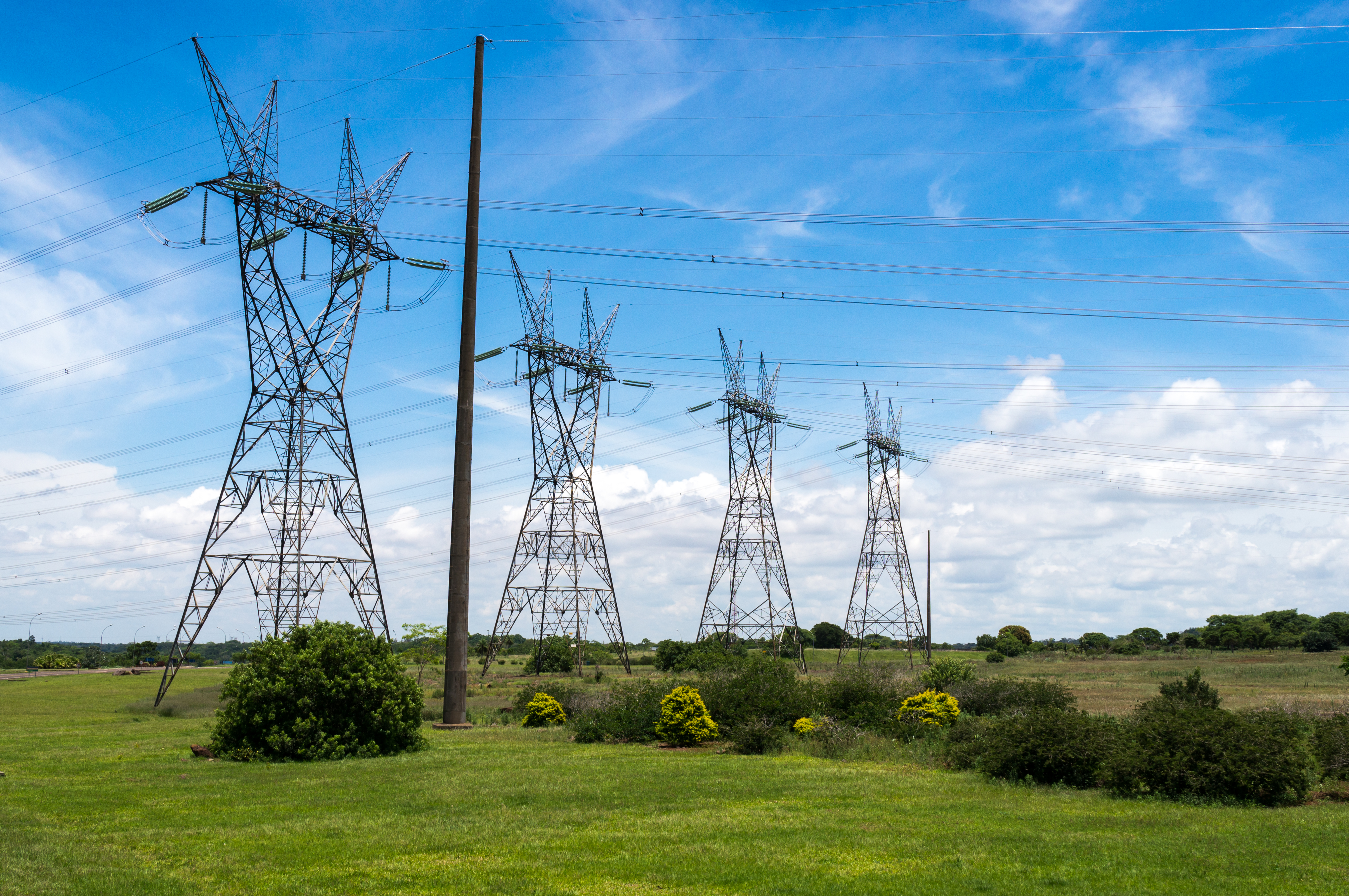
Três torres de transmissão de energia foram derrubadas nos estados de São Paulo e Paraná

O primeiro ataque contra torres de transmissão foi em 28 de dezembro de 2022, em Loeto, onde dois botijões de gás foram usados em uma tentativa de derrubar a estrutura da Eletronorte. Entre os dias 8 e 9, foram derrubadas uma torre no Paraná e duas em Rondônia. A torre do Paraná fazia parte do sistema Foz do Iguaçu (PR) - Ibiúna (SP), e foi derrubada no município de Medianeira, e outras três torres foram danificadas. A transmissão chegou a ser interrompida, mas não houve queda de energia na cidade. Em Rondônia, os cabos de duas torres foram rompidos e as estruturas derrubadas nas cidades de Cujubim e Rolim de Moura. A Agência Nacional de Energia Elétrica (Aneel) informou que havia indícios de vandalismo e sabotagem nas ações. O Operador Nacional do Sistema Elétrico (ONS) informou que as quedas não afetaram o sistema elétrico dos Estados e o Ministério de Minas e Energia montou um gabinete da crise para apurar as causas, os possíveis responsáveis e os danos. No dia 12, duas torres foram atacadas em São Paulo. O primeiro ataque ocorreu em Rio das Pedras, em linha de alta tensão que liga os municípios de Assis e Sumaré. No dia 14, foram detectados danos a estruturas das torres das linhas de transmissão da Companhia Hidrelétrica do São Francisco (Chesf). Até o dia 16 de janeiro sete torres haviam sido atacadas, reforçando os indícios de sabotagem e vandalismo, três em Rondônia, duas no Paraná e duas em São Paulo, mas somente quatro caíram.
Também no dia 10, uma mochila foi encontrada em um viaduto em Feira de Santana com quatro artefatos que poderiam ser explosivos ligados a uma placa eletrônica.
A Advocacia-Geral da União (AGU) detectou no dia 10 um suposto movimento divulgado pelo Telegram, intitulado "Mega Manifestação Nacional Pela Retomada do Poder". Os atos estavam previstos para acontecerem no dia 11 de janeiro em todas as capitais e prometiam "ser gigantes", segundo os organizadores. Em Brasília, os atos estavam marcados para acontecer no Eixo Monumental, levando o Ministério da Justiça e Segurança Pública a solicitar ao Supremo Tribunal Federal (STF) um esquema de segurança em todos os estados, principalmente no Distrito Federal, além de contar com a ajuda do exército, se necessário. Apesar da convocação, não foi registrado nenhum protesto nos locais previstos, contando apenas com o esquema montado de segurança. Em Porto Alegre, apenas dez pessoas participaram do ato no Parcão. Em Brasília, apenas três pessoas marcaram presença no evento, assim como em São Paulo, duas pessoas com a bandeira do Brasil passaram em silêncio em frente ao Museu de Artes (MASP), enquanto que um grupo de dez pessoas, aparentemente bolsonaristas, tiraram selfie em frente ao local.

### Conivência policial
As autoridades do governo brasileiro investigam a suposta leniência da polícia no momento da invasão aos prédios dos três poderes. Governador e secretário de Segurança Pública do Distrito Federal já foram afastados. Dentre os diversos indícios que apontam tal leniência, há um vídeo que mostra dezenas de bolsonaristas invadindo o prédio, enquanto policiais da tropa de choque apenas observam e fazem sinal de positivo. Nesse contexto, o MPF abriu investigação sobre omissão do comando da PM do DF durante invasões.
De acordo com um dos invasores contatados pela BBC News Brasil, os manifestantes foram orientados pelos policiais durante a invasão.

## Reações

### Prisões

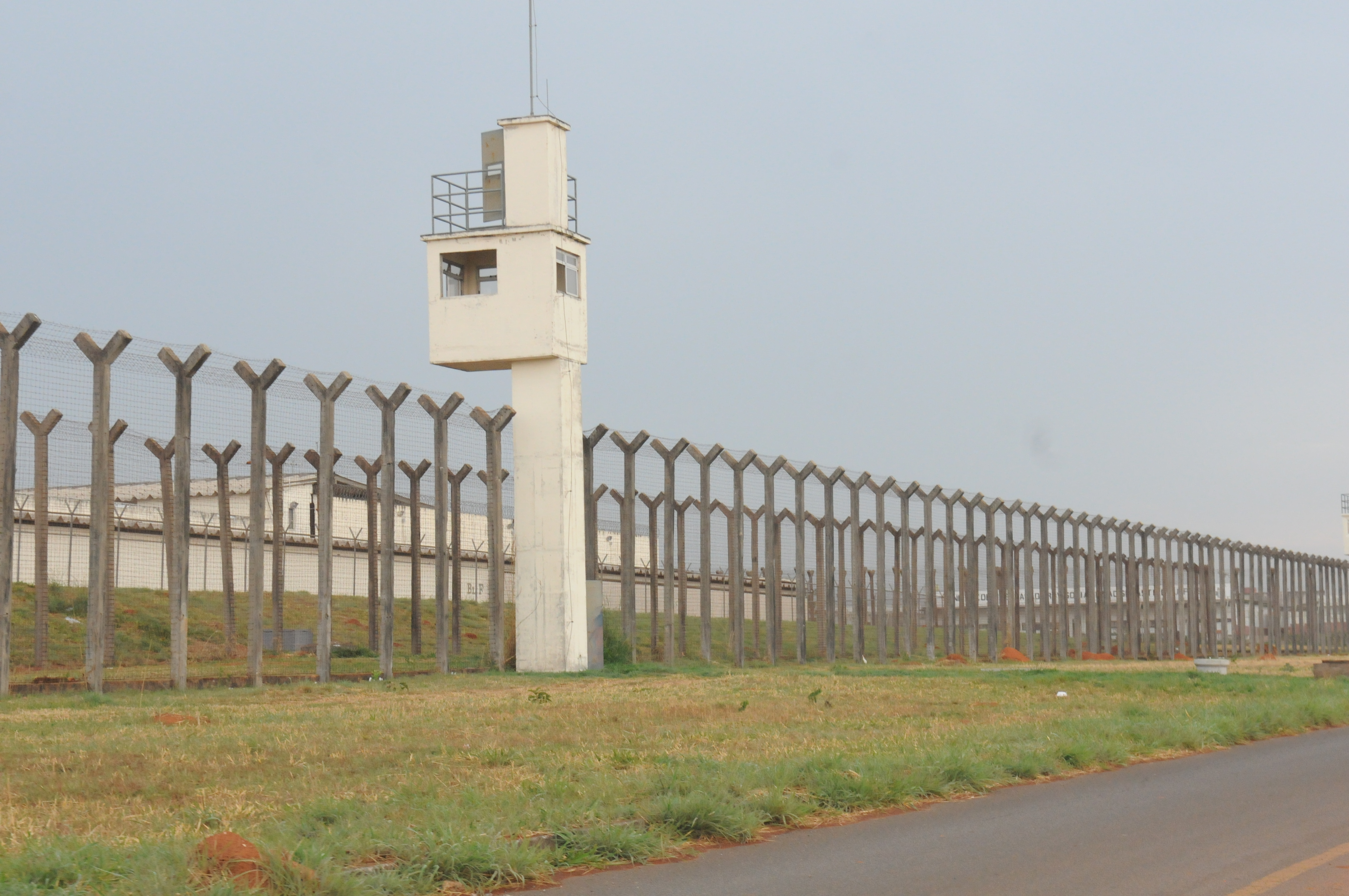
Complexo Penitenciário da Papuda, uma das prisões para onde parte dos extremistas foi levada

No dia 11 de janeiro de 2023, o Conselho Nacional de Justiça (CNJ) informou que 1.418 pessoas haviam sido presas pelos ataques e encaminhadas ao Complexo Penitenciário da Papuda e à penitenciária feminina da Colmeia. Do total de presos, 222 foram detidos na Praça dos Três Poderes e 1.196 estavam no acampamento montado no Quartel-General do Exército. Por questões humanitárias, 599 pessoas foram liberadas sem a necessidade de prestar depoimento, entre elas, idosos, pessoas em situação de rua, com problemas de saúde e mães acompanhadas de crianças. O Supremo Tribunal Federal (STF) criou uma força-tarefa para realizar as audiências, que serão feitas por juízes federais e do Tribunal de Justiça do Distrito Federal e remetidas ao ministro Alexandre de Moraes, a quem caberá decidir sobre a manutenção das prisões. Mais cedo, a Defensoria Pública da União (DPU) defendeu a libertação de pessoas hipervulneráveis e a substituição da prisão por medidas cautelares, como proibição de saída dos estados de origem, de frequentar quartéis e unidades militares, de utilizar redes sociais e de manter contato com outros manifestantes que não sejam parentes.
Se reunidas as evidências necessárias, os envolvidos poderão ser enquadrados em um ou mais crimes, incluindo: prevaricação (para autoridades e servidores encarregados da segurança pública); desobediência (para autoridades e servidores encarregados da segurança pública); crimes contra a democracia, incluindo tentativa de deposição de governo legitimamente constituído e tentativa de abolição violenta do Estado de Direito; terrorismo; associação criminosa; incitação pública para cometimento de crime; dano ao patrimônio alheio; dano ao patrimônio público; dano ao patrimônio histórico e artístico, e ofensa à integridade corporal ou à saúde de outrem. Pessoas que não estavam presentes mas participaram organizando, financiando, instigando e colaborando para os ataques de outras formas, havendo comprovação de uma contribuição causal, também serão enquadradas nos mesmos crimes. Em caso de condenação por mais de um crime as penas podem ser somadas e chegar a 30 anos de prisão.
Em 20 de novembro de 2023, um dos bolsonaristas presos, o baiano Cleriston Pereira da Cunha, vulgo Clezão do Ramalhão, irmão do vereador de Feira da Mata Cristiano do Ramalho (PSD), teve um mal súbito durante um banho de sol e morreu na cadeia. Cleriston usava medicação controlada para diabetes e hipertensão, e seu advogado avisou que havia risco de morte por causa da imunossupressão. Em audiência para o STF, ele afirmou que estava a 17 dias sem comer. Alexandre de Moraes pediu o esclarecimento urgente de sua morte. O ministro Roberto Barroso lamentou sua morte. No dia 22, Moraes deu liberdade condicional a outros quatro presos, Jaime Junkes, Tiago dos Santos Ferreira, Wellington Luiz Firmino e Jairo de Oliveira Costa. A Defensoria Pública do Distrito Federal afirmou que, de acordo com o depoimento dos outros presos, demorou 40 minutos para Cleriston ser atendido.

### Executivo federal
O presidente Luiz Inácio Lula da Silva, criticando a falta de ação de alguns setores do governo do Distrito Federal, decretou intervenção federal no Distrito Federal, até o dia 31 de janeiro de 2023, sob fundamento constitucional de pôr termo a grave comprometimento da ordem pública.
"Todas essas pessoas que fizeram isso serão encontradas e serão punidas. Vão perceber que a democracia garante o direito de liberdade, livre comunicação e livre expressão, mas também exige que as pessoas respeitem as instituições que foram criadas para fortalecer a democracia. Essas pessoas, vândalos, nazistas e fascistas fanáticos fizeram o que nunca foi feito na história desse país."— Resposta de Lula aos ataques as sedes dos Poderes da República.
A intervenção federal no Distrito Federal em 2023 foi a decisão do Governo Federal do Brasil de intervir na autonomia do Distrito Federal diante das invasões na Praça dos Três Poderes. Tornou-se a terceira aplicação do art. 34 da Constituição Federal de 1988, que já havia ocorrido nos estados do Rio de Janeiro e de Roraima durante o Governo Michel Temer, em 2018. A decisão foi instituída por meio do Decreto n.º 11 377, de 8 de janeiro de 2023, outorgado pelo Presidente da República Luiz Inácio Lula da Silva, com publicação no Diário Oficial da União em edição extra no mesmo dia.
Foi nomeado como interventor o secretário-executivo do Ministério da Justiça Ricardo Garcia Cappelli, ex-presidente da União Nacional dos Estudantes. A intervenção tirou o poder do governo do Distrito Federal sobre a área da segurança pública, e durou até 31 de janeiro.

### Legislativo federal
|              | Arthur Lira | Logo do Twitter, um pássaro azul estilizado |
| @ArthurLira_ |             |                                             |

            Eu me coloco à disposição de todos os Chefes de Poderes para fazermos uma reunião para deixar absolutamente inquestionável que os três Poderes  estão mais unidos do que nunca a favor da Democracia.

O presidente do Senado e do Congresso Federal, Rodrigo Pacheco (PSD), escreveu nota pedindo que os colegas repudiassem a invasão e afirmou que providências serão tomadas.
O presidente da Câmara dos Deputados, Arthur Lira (PP), através de sua conta do Twitter repudiou os golpistas e sugeriu uma resposta conjuntas dos três poderes da República para demostrar unidade.
O vice-presidente da Câmara dos Deputados, Luciano Bivar (UNIÃO), afirmou que haveria reforço da Polícia Militar, com novos contingentes sendo enviados neste momento ao Congresso Nacional e ao Palácio do Planalto. A senadora Soraya Thronicke (UNIÃO) anunciou que seus assessores entraram com um pedido de abertura de uma CPI contra os atos antidemocráticos.
No dia seguinte ao atentado, foi confirmado que o mínimo de assinaturas exigido para que a comissão parlamentar de inquérito (CPI) proposta por Thronicke fosse de fato instalada tinha sido atingido. A previsão de início dos trabalhos é para fevereiro de 2023. Em 26 de abril de 2023, o Congresso instalou a CPMI do Golpe, que investiga o financiamento e a destruição dos palacetes da União.

### Judiciário federal
Os tribunais superiores brasileiros divulgaram uma nota conjunta para condenar os ataques de 8 de janeiro:
O Supremo Tribunal Federal, o Tribunal Superior Eleitoral, o Superior Tribunal de Justiça, o Tribunal Superior do Trabalho e o Superior Tribunal Militar vêm a público manifestar sua indignação ante os graves acontecimentos ocorridos neste domingo, 8 de janeiro, com atos de violência contra os três Poderes da República e destruição do patrimônio público.

Ao tempo em que expressam solidariedade às autoridades legitimamente constituídas, e que são alvo dessa absurda agressão, reiteram à Nação brasileira o compromisso de que o Poder Judiciário seguirá firme em seu papel de garantir os direitos fundamentais e o Estado Democrático de Direito, assegurando o império da lei e a responsabilização integral dos que contra ele atentem.

#### Decisão de Alexandre de Moraes
|            | Alexandre de Moraes | Logo do Twitter, um pássaro azul estilizado |
| @alexandre |                     |                                             |

            Os desprezíveis ataques terroristas à Democracia e às Instituições Republicanas serão responsabilizados, assim como os financiadores, instigadores, anteriores e atuais agentes públicos que continuam na ilícita conduta dos atos antidemocráticos. O Judiciário não faltará ao Brasil!

O ministro Alexandre de Moraes, dando seguimento ao Inquérito 4.879, publicou uma decisão em que repudiou os atos antidemocráticos. No preâmbulo do documento, Moraes pontuou que o ex-Ministro de Justiça e Segurança Pública e então exonerado Secretário de Segurança Pública do Distrito Federal, Anderson Torres, agiu "com descaso e conivência com qualquer planejamento que garantisse a segurança e ordem no Distrito Federal, tanto do patrimônio público, como também ignorou todos os apelos para a realização de um plano de segurança semelhante aos realizados nos últimos dois anos em 7 de setembro".
Em seguida, Moraes lista quatro fatos principais que indicam graves falhas na atuação dos órgãos de segurança pública do Distrito Federal: os terroristas e criminosos foram escoltados por viaturas da Polícia Militar do Distrito Federal até os locais dos crimes; não foi apresentada, pela Polícia Militar do Distrito Federal, a resistência exigida para a gravidade da situação, havendo notícia, inclusive, de abandono dos postos por parte de alguns policiais; parte do efetivo deslocado para impedir a ocorrência de atos violentos não adotou as providências regulares próprias dos órgãos de segurança, tendo filmado, de forma jocosa e para entretenimento pessoal, os atos terroristas e criminosos; e a exoneração de Anderson Torres durante a execução os atos terroristas.

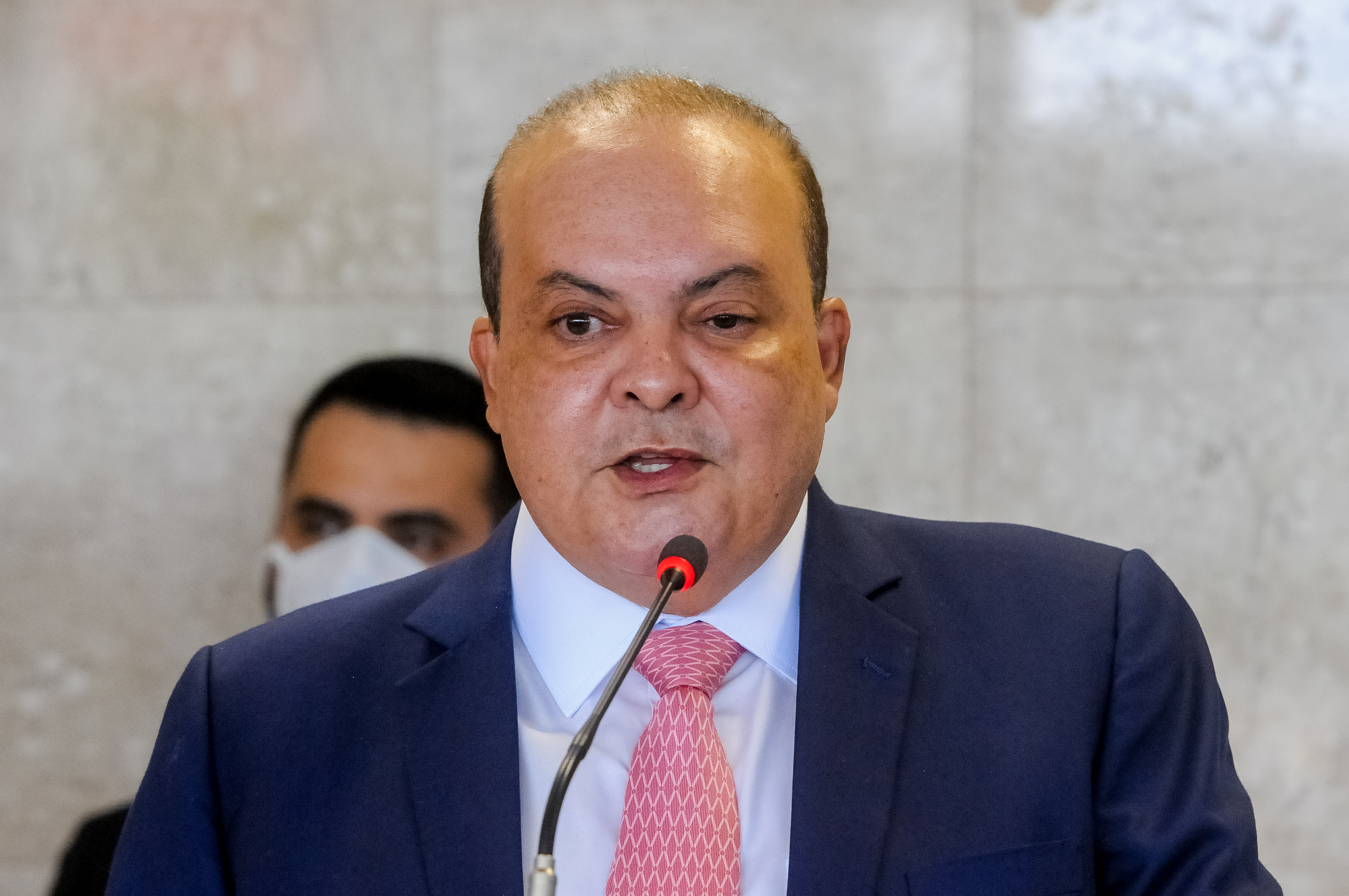
Ibaneis Rocha (MDB) foi afastado do cargo de governador do Distrito Federal por 90 dias, por decisão de Alexandre de Moraes, ministro do Supremo Tribunal Federal

Noutra parte, o ministro diz que o afastamento de Torres é uma medida razoável, adequada e proporcional para a medida da ordem pública, mas que há indícios de que o investigado é, no mínimo, conivente com associação criminosa voltada a terroristas. Diante dos argumentos expostos, Moraes determinou a suspensão do exercício da função pública de Ibaneis Rocha do cargo de governador do Distrito Federal pelo prazo inicial de 90 dias. Seguiu, ainda, com a desocupação e a dissolução total, em 24 horas, dos acampamentos realizados na imediações dos Quartéis Generais e em outras unidades militares para a prática de atos antidemocráticos e a prisão em flagrante de seus participantes.
Moraes determinou, ainda:
- a desocupação, em 24 horas, de todas as vias públicas e prédios públicos estaduais e federais em todo o território nacional;[188]
- a apreensão e bloqueio de todos os ônibus identificados pela Polícia Federal, que trouxeram os terroristas para o Distrito Federal. Os proprietários, por sua vez, deverão ser identificados e ouvidos em 48 horas, apresentando a relação identificação de todos os passageiros, dos contratantes de transporte, contratos, meios de pagamento e outras informações pertinentes;[189]
- a proibição imediata, até o dia 31 de janeiro, de ingresso de quaisquer ônibus e caminhões com manifestantes no Distrito Federal. Aqueles que adentrarem deverão ser bloqueados pela Polícia Rodoviária Federal e pela Polícia Federal, seguidos de imediata apreensão e oitiva de todos os passageiros;[190]
- a manutenção e o envio de registro de todos os os veículos, pela Agência Nacional de Transportes Terrestres (ANTT), inclusive telemáticos, que ingressaram o Distrito Federal entre os dias 5 e 8 de janeiro de 2023;[191]
- a obtenção, pela Polícia Federal, de todas as imagens de câmeras de segurança do Distrito Federal que possam auxiliar no reconhecimento facial dos terroristas praticantes dos atos, junto a hotéis e hospedagens;[192]
- à consulta e acesso aos dados de identificação civil mantidos pelo Tribunal Superior Eleitoral, bem como de outros dados biográficos necessários à identificação e localização dos envolvidos.[181]

A determinação de Moraes é finalizada com a ordem de bloqueio de canais, perfis e contas de diferentes perfis do Facebook, TikTok, Twitter e Instagram, sob pena de multa diária de R$ 100 000 pelo não cumprimento da decisão. O ministro pediu, ainda, o fornecimento de dados cadastrais dos usuários e a preservação do conteúdo publicado nas redes.

### Governo do Distrito Federal
|                 | Ibaneis Rocha | Logo do Twitter, um pássaro azul estilizado |
| @IbaneisOficial |               |                                             |

            Estou em Brasília monitorando as manifestações e tomando todas as providências para conter a baderna antidemocrática na Esplanada dos Ministérios.

Em meio a críticas em torno de uma suposta passividade para prevenir a invasão e proteger o bem público, o governador do Distrito Federal Ibaneis Rocha demitiu seu secretário de segurança pública, Anderson Torres, ex-ministro da Justiça do governo Bolsonaro, menos de uma semana após sua posse. O governador foi posteriormente afastado do cargo por 90 dias, por decisão de Alexandre de Moraes, ministro do Supremo Tribunal Federal.

### Outros políticos e autoridades
Diversos governadores estaduais, incluindo apoiadores de Bolsonaro na campanha para reeleição, condenaram os ataques golpistas. Os atos foram caracterizados como terrorismo por Randolfe Rodrigues (REDE), Eduardo Leite (PSDB), Marcelo Freixo (PT), Waldez Góes (PDT), José Guimarães (PT) e André Janones (AVANTE), bem como por Rosa Weber, Luís Roberto Barroso e Alexandre de Moraes.
Partidos políticos como o Partido Social Democrático (PSD), Republicanos e o Cidadania anunciaram a expulsão de pessoas envolvidas nos ataques, enquanto que membros do PL, Progressistas (PP) e Podemos apenas escreveram notas de repúdio, mas não aplicaram nenhum tipo de sanção. No caso do último, um dos envolvidos era filiado ao Partido Social Cristão (PSC), que havia sido incorporado ao Podemos e aguardava até então a aprovação do TSE.

|                | Jair Bolsonaro | Logo do Twitter, um pássaro azul estilizado |
| @jairbolsonaro |                |                                             |

            - Manifestações pacíficas, na forma da lei, fazem parte da democracia. Contudo, depredações e invasões de prédios públicos como ocorridos no dia de hoje, assim como os praticados pela esquerda em 2013 e 2017, fogem à regra.
- Ao longo do meu mandato, sempre estive dentro das quatro linhas da Constituição respeitando e defendendo as leis, a democracia, a transparência e a nossa sagrada liberdade.
- No mais, repudio as acusações, sem provas, a mim atribuídas por parte do atual chefe do executivo do Brasil.

O ex-presidente Jair Bolsonaro (PL) inicialmente não se pronunciou, mas se manifestou pelas redes sociais deslegitimando os atos de vandalismo, dizendo que a invasão "foge à regra" e que repudiava as declarações de Lula contra ele. A ala bolsonarista no geral se manteve em silêncio. Políticos, como Flávio Bolsonaro (PL) e Valdemar da Costa Neto (PL), negaram a relação do ex-presidente com a invasão. Outros, como Gustavo Gayer, Carlos Portinho (PL), Tarcísio de Freitas (Republicanos), Cláudio Castro (PL), Romeu Zema (NOVO) e Hamilton Mourão (Republicanos) condenaram os atos de vandalismo. Alguns deputados adeptos de movimentos golpistas, como Carla Zambelli e Bia Kicis, assinaram um documento pedindo que os direitos humanos das pessoas detidas no centro de treinamento da Polícia Federal fossem respeitados. Contudo, tais parlamentares bolsonaristas, membros do Partido Liberal, têm como uma de suas bandeiras a crítica à garantia de dignidade de pessoas sob tutela de estado, alegando que direitos humanos devessem valer apenas para "humanos direitos". Carlos Bolsonaro, filho do ex-presidente, igualmente já criticou a garantia de direitos humanos a pessoas detidas, chamando-a de "esterco da vagabundagem".
Gleisi Hoffmann, presidente do Partido dos Trabalhadores (PT), criticou a atuação de Ibaneis Rocha e Anderson Torres, que classificou como "irresponsável" e classificou a invasão como "crime anunciado contra a democracia". Ciro Gomes (PDT) classificou os atos como um dos maiores "crimes da história da República", e cobrou punições no "máximo rigor da lei" aos responsáveis. Simone Tebet (MDB) pede "punição exemplar" a extremistas que invadiram Esplanada. Marina Silva (REDE), declarou que o "peso da lei tem de ser acionado contra todos". "Criminosos, terroristas, vândalos que nos envergonham.
Sergio Moro (UNIÃO) por volta da 13h20, criticou Lula em seu Twitter dizendo que o governo estaria "mais preocupado em reprimir protestos e a opinião divergente" do que "apresentar resultados". Posteriormente, após os atos golpistas tomarem força as 16h23, Moro condenou o protesto afirmando "protestos têm que ser pacíficos. Invasões de prédios públicos e depredação não são respostas". Silas Malafaia demonstrou apoio aos extremistas.

### Opinião pública
Uma pesquisa de opinião pública com 2,2 mil participantes conduzida através da internet pelo instituto AtlasIntel nos dias seguintes à invasão indicou que 75,8% dos entrevistados não concordam com os ataques, e 53% consideraram-nos "completamente injustificáveis". 27,5% consideraram a depredação parcialmente justificada e 10% "completamente justificada". Segundo a pesquisa, 50,2% responsabilizam o ex-presidente Jair Bolsonaro e 48,4% o governador do DF, Ibaneis Rocha, pelos atos criminosos. 54,6% dos entrevistados ainda consideraram a polícia do DF conivente. Entre os entrevistados, moradores das regiões Centro-Oeste (35,5%) e do Sul (34%) foram os mais favoráveis à invasão.
Outra pesquisa, publicada no dia 11 de janeiro de 2023 e encomendada pelo instituto Datafolha, apontou que 93% dos entrevistados condenam os ataques, 3% disseram que são favoráveis, 2% indiferentes e 1% não souberam opinar. Além disso, 46% dos entrevistados acreditavam que os envolvidos nos ataques deveriam ser presos, 15% consideraram que a maioria deveria ir para a prisão e outros 15% acreditavam que apenas alguns dos participantes deveriam ser detidos. 9% dos entrevistados opinaram que ninguém deveria ser preso e 4% não souberam opinar. No que diz respeito à aplicação da lei, 77% dos entrevistados disseram acreditar que os extremistas serão punidos, com 42% destes opinando que esperam uma pena dura e 35% acreditando que os envolvidos receberão penas brandas. 17% dos entrevistados acreditam que não haverá punição aos vândalos e 6% não souberam opinar.
Uma nova pesquisa, publicada em 13 de janeiro de 2023 e encomendada pelo instituto Ipsos, indicou que 81% dos entrevistados desaprovam os ataques. Perguntados sobre a responsabilidade dos acontecimentos, 70% dos entrevistados acreditam que o ex-presidente Jair Bolsonaro é responsável pelos ataques, 48% acham que a culpa é do STF e 39% acreditam que o presidente Lula tem culpa (a soma dos resultados é maior que 100% pois os entrevistados poderiam escolher mais de uma resposta). No que diz respeito à decisão de Alexandre de Moraes de afastar o governador do Distrito Federal Ibaneis Rocha, 67% foram favoráveis à decisão, 20% contrários, e os demais não souberam responder ou não têm opinião formada.

### Militares
A atuação das Forças Armadas do Brasil tem sido criticada por figuras da política e da mídia, alguns avaliam que houve omissão na resposta às invasões, dado que é uma premissa da instituição a proteção da área do Palácio do Planalto.
Membros do Gabinete de Segurança Institucional também são acusados de não atuar na expulsão dos golpistas das dependências dos prédios governamentais, formando apenas um bloqueio. É responsabilidade do GSI a proteção da área interna dos prédios. Segundo o ministro da comunicação Paulo Pimenta, houve inclusive o roubo de armas das salas do GSI. O gabinete é atualmente chefiado pelo general da reserva Marco Edson Gonçalves Dias.
Na noite do dia 8, o Exército impediu a desmobilização dos acampamentos golpistas em frente ao Quartel-General, que seria realizada pela Polícia Militar do Distrito Federal. Os militares, muitos da polícia do exército, formaram um cordão de isolamento protegendo o acampamento, posicionando também pelo menos três veículos blindados de reforço. Relato de integrantes do governo confirmaram a presença de barreiras em volta do acampamento, afirmando que a razão da interferência do exército é a presença de familiares de membros da corporação nos acampamentos.
Três semanas após os ataques, foi relatado que Ministério Público Militar não havia iniciado nenhum inquérito sobre a participação de militares nos ataques. A inação foi criticada por especialistas do direito.

### Universidades e instituições
Tradicionais universidades brasileiras soltaram manifestos repudiando os ataques ao centro do Estado brasileiro. A reitoria da Universidade Federal do Rio de Janeiro (UFRJ) afirmou em nota que "os ataques a instituições democráticas são inaceitáveis e a depredação de patrimônio público é intolerável". A Universidade do Estado do Rio de Janeiro (UERJ) também repreendeu os ataques. O Instituto Histórico e Geográfico Brasileiro (IHGB) manifestou-se de maneira contrária aos ataques em Brasília. A nota classifica os ataques como "absolutamente inaceitáveis o desrespeito às instituições e ao resultado legítimo das eleições".
A Universidade Estadual de Campinas (Unicamp), por meio do Jornal da Unicamp, repreendeu os ataques e afirmou que "a defesa da democracia frente a investidas fascistas não permite ingenuidades. Urgem o esclarecimento dos fatos e a punição dos responsáveis". Por meio de nota, Carlos Gilberto Carlotti Júnior, reitor da Universidade de São Paulo (USP), afirmou que a universidade "não aceita, não tolera e não admite agressões à democracia".
O Fórum de Direções da Universidade Federal do Rio Grande do Sul emitiu nota classificando os atos como terroristas e antidemocráticos, pediu celeridade na justiça e punição dentro da lei aos responsáveis "para que atos dessa natureza não se tornem uma prática habitual e que os criminosos que coordenam, financiam e executam esse tipo de violência não se escondam sob o manto da impunidade.".

### Imprensa
A Associação Brasileira de Emissoras de Rádio e Televisão (ABERT), Associação Nacional de Jornais (ANJ) e a Federação Nacional dos Jornalistas (FENAJ) repudiaram os atentados através de notas oficiais. Um repórter da Rede Bandeirantes teve o celular destruído enquanto filmava os atos e uma repórter da Jovem Pan foi ameaçada com uma arma por um dos extremistas. A TV Globo utilizou os termos terroristas e golpistas durante a cobertura da tentativa de golpe em toda a sua programação, contando também com um depoimento de Poliana Abritta no Fantástico. Entre os canais de notícias, a GloboNews, a CNN Brasil e o BandNews TV utilizavam os termos "radicais", "bolsonaristas radicais", "vândalos", "terroristas" e "criminosos", aumentando o tom a cada vez que o ato ia ficando mais tenso durante suas coberturas. Apenas a TV Jovem Pan News e a Record News optaram por usar a palavra "manifestantes".
No dia seguinte aos atos antidemocráticos, o Ministério Público Federal (MPF) anunciou uma abertura de inquérito contra o Grupo Jovem Pan por proferir notícias falsas, incentivar e minimizar as manifestações golpistas após as eleições 2022, incluindo as invasões da Praça dos Três Poderes. Em 10 de janeiro, a Jovem Pan comunicou o afastamento dos comentaristas Paulo Figueiredo, Rodrigo Constantino e Zoe Martinez por tempo indeterminado, após os três serem citados na ação do MPF. No dia 15, a emissora confirma a rescisão do contrato com os três comentaristas, além de demitir também Marco Antônio Costa, Fernão Lara Mesquita e Coronel Gerson Gomes. Em 27 de junho, o MPF solicitou o pedido de cassação das outorgas ligadas à Rede Jovem Pan de rádio, mas não afetando as transmissões da emissora pelo YouTube e na TV por assinatura, através da TV Jovem Pan News, que seguem funcionando normalmente, além de um pagamento de multa de R$13,4 milhões. O pedido acabou gerando manifestações da Abert e da Ordem dos Advogados do Brasil de São Paulo (OAB-SP), que classificaram o ato como "muito preocupante" e "inconstitucional". O caso também teve repercussão internacional. Após a atualização do inquérito aberto pelo MPF, a Jovem Pan, através de um editorial, acusou a ação do Ministério Público como um "atentado contra a democracia".
Em 19 de abril de 2023, mais de quatro meses após os atos golpistas, a CNN Brasil divulgou imagens que até então estavam sob sigilo, de integrantes do Gabinete de Segurança Institucional e do próprio ministro não agindo com veemência para defender os palacetes da União. Após a divulgação das imagens, o ministro Marco Edson Gonçalves Dias se exonerou do cargo até o término das investigações. Em entrevista ao g1, o agora ex-ministro disse que havia entrado no Palácio após ser invadido e tentava tirar os vândalos do terceiro e quarto andares.

### Repercussão internacional
|        | Joe Biden | Logo do Twitter, um pássaro azul estilizado |
| @POTUS |           |                                             |

            Eu condeno o atentado à democracia e à transferência pacífica do poder no Brasil. As instituições democráticas do Brasil têm todo o nosso apoio e a vontade do povo brasileiro não deve ser prejudicada. Estou ansioso para continuar a trabalhar com Lula.

Os eventos foram comparados aos ataques de trumpistas ao Capitólio dos Estados Unidos em 6 de janeiro de 2021. Joe Biden, o presidente dos Estados Unidos, divulgou um comunicado em redes sociais em que afirma: "Eu condeno o atentado à democracia e à transferência pacífica do poder no Brasil. As instituições democráticas do Brasil têm todo o nosso apoio e a vontade do povo brasileiro não deve ser prejudicada. Estou ansioso para continuar a trabalhar com Lula". Os deputados democratas estadunidenses Joaquin Castro [en] e Alexandria Ocasio-Cortez também defenderam que o ex-presidente Jair Bolsonaro seja extraditado dos Estados Unidos ao Brasil, após os ataques antidemocráticos em Brasília. A embaixada dos Estados Unidos no Brasil referiu-se aos protestos como antidemocráticos e alertou seus cidadãos para evitar a área de tumultos.
O presidente da Colômbia, Gustavo Petro, convocou uma reunião urgente da Organização dos Estados Americanos (OEA) diante do que considera um "golpe" do fascismo. O presidente do Chile, Gabriel Boric, condenou os distúrbios como um "ataque vil" e anunciou seu total apoio ao governo. O presidente da Argentina, Alberto Fernández, declarou apoio total ao governo Lula e denunciou uma tentativa de golpe no Brasil e a vice-presidente da Argentina, Cristina Kirchner, comparou os acontecimentos em Brasília com a invasão ao capitólio dos Estados Unidos em janeiro de 2021. O secretário de Relações Exteriores do México, Marcelo Ebrard, condenou o assalto golpista.

|                | Josep Borrell | Logo do Twitter, um pássaro azul estilizado |
| @JosepBorrellF |               |                                             |

            Consternado com os atos de violência e ocupação ilegal da sede do governo de Brasília por extremistas violentos hoje.
Apoio total para Lula e seu governo, ao Congresso e ao Supremo Tribunal Federal.
A democracia brasileira prevalecerá sobre a violência e o extremismo.

O Alto Representante da União Europeia para os Negócios Estrangeiros e a Política de Segurança, Josep Borrell, condenou o ataque às instituições. Os governos ibéricos, que têm laços históricos e linguísticos com a América Latina, apoiaram Lula: o governo de Portugal condenou a violência e declarou seu apoio às autoridades brasileiras para restaurar a ordem e a estabilidade; e o presidente português, Marcelo Rebelo de Sousa, classificou a invasão como um ato inadmissível e intolerável em democracia; o primeiro-ministro espanhol, Pedro Sánchez, condenou enfaticamente a agressão e manifestou apoio a Lula. O presidente da França, Emmanuel Macron, declarou que Lula "pode contar com o apoio inabalável da França". O ataque também foi condenado pelo ministro das Relações Exteriores britânico, James Cleverly, pelo vice-primeiro ministro da Itália e ministro das Relações Exteriores Antonio Tajani e ministro das Relações Exteriores austríaco, Alexander Schallenberg. Figuras e grupos de esquerda na Europa, como o ex-primeiro-ministro da Grécia, Alexis Tsipras, o ex-líder do Partido Trabalhista britânico, Jeremy Corbyn, e o presidente da Venezuela, Nicolás Maduro, expressaram solidariedade a Lula. O secretário de comunicação da Rússia, Dmitry Peskov enviou uma mensagem de Vladimir Putin, em que Moscou declarou suporte ao presidente Lula e condenou "nos termos mais fortes" as ações daqueles que provocaram a desordem.
Os ataques de bolsonaristas em Brasília também tiveram amplo destaque da imprensa internacional. O jornal espanhol El País publicou um editorial intitulado "Ataque à Democracia no Brasil" em que opina que "Lula terá que impor a lei e punir sem atenuantes os culpados da agressão" e critica Bolsonaro por "esperar várias horas antes de falar da Flórida, para onde foi para evitar comparecer à cerimônia de transferência de poder". No Reino Unido, a revista The Economist comparou a invasão de Brasília ao invasão ao Capitólio em 2021 por apoiadores do ex-presidente Donald Trump e afirmou que "logo após o início da invasão do Congresso em Brasília, um grupo de policiais foi flagrado conversando com manifestantes, tirando selfies e filmando o caos, em vez de agir para detê-lo", enquanto o Financial Times destacou que "embora os prédios do governo estivessem desocupados e o Congresso não estivesse em sessão, as violações provavelmente levantarão dúvidas sobre a segurança das instituições políticas e judiciais do Brasil". Nos Estados Unidos, o jornal The New York Times disse que a invasão de Brasília "foi o ápice violento de incessantes ataques retóricos aos sistemas eleitorais do país por parte de Bolsonaro" e o jornal Washington Post destacou o papel das redes sociais na depredação de Brasília por bolsonaristas.

### Atos em defesa da democracia brasileira
Movimentos sociais convocaram a realização de atos de repúdio à invasão e em defesa da democracia em quase todas as capitais de estados e muitas outras cidades em todas as regiões brasileiras, como Pelotas, Santa Maria, Blumenau, Maringá, Chapecó, Londrina, Alfenas, Divinópolis, Juiz de Fora, Cabo Frio, Campos dos Goytacazes, Nova Friburgo, Bauru, Campinas, Rondonópolis e Juazeiro do Norte. Os atos reuniram milhares de pessoas.
Participaram da organização desses atos o Partido dos Trabalhadores (PT), Partido Socialismo e Liberdade (PSOL), Unidade Popular (UP), Partido Socialista dos Trabalhadores Unificado (PSTU); a Ordem dos Advogados do Brasil (OAB), a Comissão Arns, vários sindicatos, universidades, e várias torcidas organizadas, como a Bahia Antifascista, Tribuna 77, Antifascista do Grêmio, Tricolores de Esquerda Oficial, Porco Íris, Bloco Tricolor Antifa, Coletivo Democracia Corintiana e Gaviões da Fiel.
Entre as frentes populares estão a Povo Sem Medo, Brasil Popular, Coalizão Negra por Direitos, Uneafro, Unegro, Movimento Negro Unificado, Movimento dos Trabalhadores Sem-Teto (MTST), Movimento dos Trabalhadores Rurais Sem Terra (MST), Central de Movimentos Populares (CMP), Frente Quilombola, QuilomboAlle, Concentração Font de Camaletes, Las Ramblas, Mulheres da Resistência no Exterior e o Comitê de Defesa da Democracia.
Também foram programados atos de apoio à democracia em várias cidades do exterior, incluindo grandes metrópoles como Buenos Aires, Cidade do México, Montreal, Nova York, Boston, Berlim, Frankfurt, Barcelona, Paris, Dublin, Roma, Lisboa, Londres e Zurique.

## Consequências

### Julgamentos no STF
Em setembro de 2023, o Supremo Tribunal Federal julgou os três primeiros réus classificados como executores dos atos de 8 de janeiro, condenando-os a penas entre 14 e 17 anos de prisão pelos crimes de tentativa de abolição violenta do Estado Democrático de Direito, tentativa de golpe de Estado, associação criminosa armada, dano qualificado e deterioração do patrimônio tombado.
Em fevereiro de 2024, os processos envolvendo os responsáveis pelos atos de 8 de janeiro somavam 86 condenações, com penas variando entre 3 a 17 anos de prisão, além da condenação dos réus, em responsabilidade solidária, ao pagamento de uma multa de 30 milhões de reais por danos morais coletivos.

### CPMI do Golpe

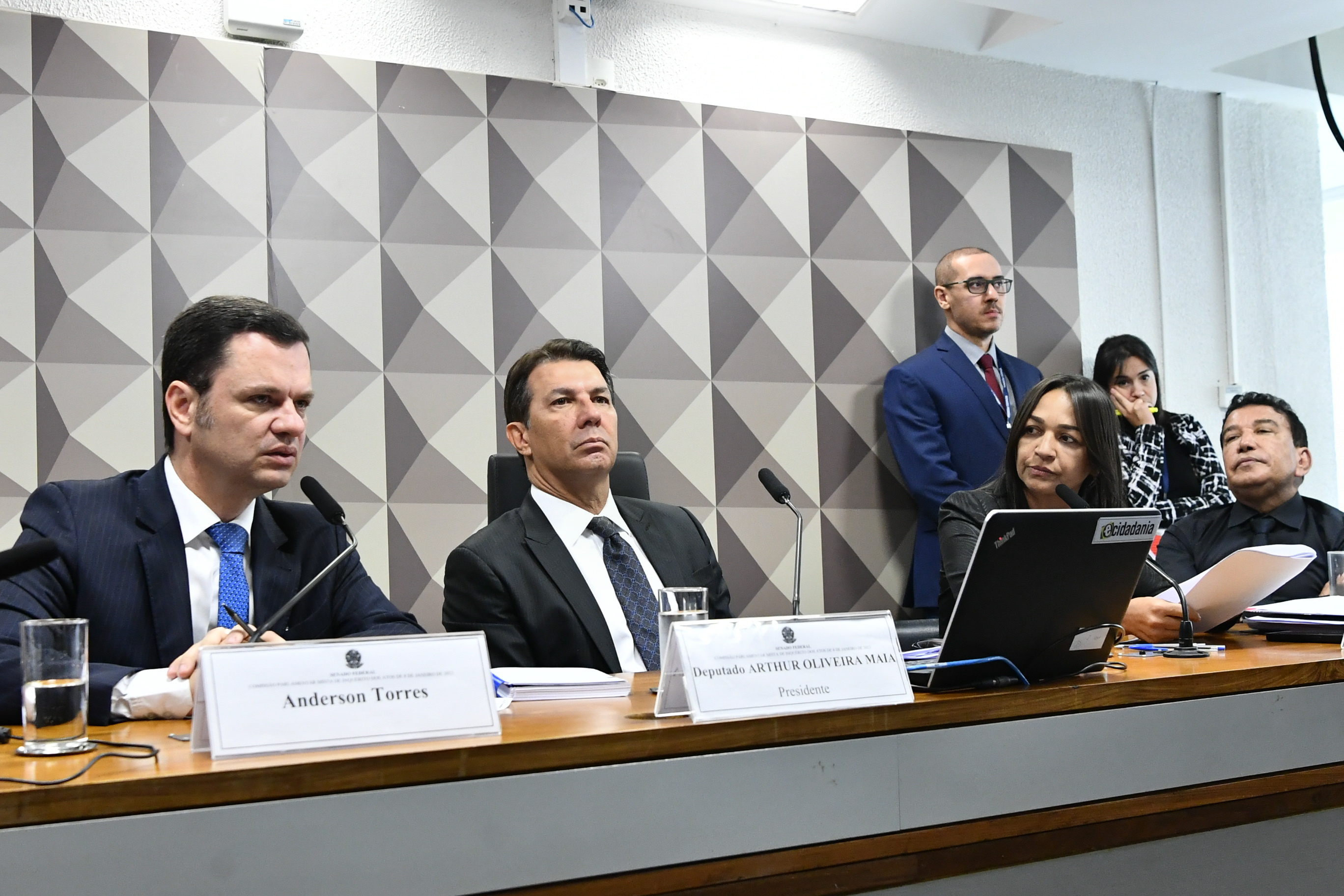
Anderson Torres durante inquirição junto ao presidente da CPMI do Golpe Arthur Maia e da relatora Eliziane Gama

CPMI do 8 de Janeiro, CPMI8 ou CPMI dos Atos Antidemocráticos, também chamada de CPMI do Golpe é uma comissão parlamentar de inquérito em andamento que investiga a depredação e do financiamento da destruição da praça dos Três Poderes em 8 de janeiro de 2023.